# Lingua aput
La lingua Punan Aput, o Aput, è una lingua kayana del Kalimantan orientale, in Indonesia, una delle tante parlate dal popolo Penan. Nel 1981 se ne attestava l'uso fra soli 370 locutori.